# بامبي فرنسيسكو
بامبي فرنسيسكو (بالإنجليزية: Bambi Francisco)‏ هي كاتبة العمود وصحفية أمريكية، ولدت في 1966 في مدينة سيبو في الفلبين.

## وصلات خارجية
- الموقع الرسمي